# 卡洛爾·貝克
卡洛爾·貝克（1982年4月3日—），斯洛伐克男子職業網球運動員，2001年轉職業。

## 外部連結
- 卡洛爾·貝克（英文/西班牙文）的官方資料
- 卡洛爾·貝克的國際網球總會 職業／青少年 官方資料（英文）
- 卡洛爾·貝克的官方資料（英文）